# Jakowlew Jak-50
Die Jakowlew Jak-50 (russisch Яковлев Як-50) ist ein sowjetisches Sportflugzeug aus dem Entwicklungsbüro Jakowlew. Es entstand als Weiterentwicklung der Jak-18PS und wurde 1976 durch einen Sieg bei den VIII. Weltmeisterschaften der FAI im Motorkunstflug einer breiten Öffentlichkeit ein Begriff.

## Entwicklung
Entwickelt wurde diese Maschine vor 1973 unter der Leitung von Sergei Jakowlew, dem Sohn Alexander Jakowlews, als Nachfolger der Jak-18-Sportausführungen P, PM und PS, denen sie auch optisch glich. Im Gegensatz zu dieser bekam die Jak-50 einen leistungsstärkeren Motor, wurde in den Abmessungen allgemein kleiner gehalten und in Halbschalenbauweise hergestellt. Auf das Bugrad und andere das Gewicht erhöhende Faktoren wurde verzichtet, so dass die Jak-50 200 kg leichter als die Jak-18PM ausfiel. Testpilot Oleg Bulygin führte die Flugerprobung durch und bescheinigte der Maschine gute Kunstflugeigenschaften. Die öffentliche Präsentation fand im Juni 1977 auf der 32. Pariser Luftfahrtschau statt.
Es wurden 312 Exemplare gebaut. Weiterentwicklungen sind die zweisitzige Jak-52, die mit Bugrad-Fahrwerk ausgestattete Jak-53 sowie die Jak-55 in Ganzmetallbauweise.

## Jak-50 in Deutschland
Die Gesellschaft für Sport und Technik wollte 1976 ursprünglich einige Zlín Z-50 beschaffen, um den Motorkunstflug in der DDR wiederzubeleben. Da diese Maschine über einen US-amerikanischen Motor verfügte, wären dafür Zahlungen in konvertierbarer Währung erforderlich gewesen, über die die GST aber nicht verfügte. So wurden stattdessen ab 1978 zehn Jak-50 beschafft, die für den Hochleistungskunstflug bereits veraltet waren. Zwei Flugzeuge gingen durch Abstürze verloren. Die verbliebenen wurden 1985 stillgelegt, nachdem klar war, dass mit diesem Typ vordere Plätze bei internationalen Wettbewerben nicht mehr zu erreichen waren und einige sowjetische Spitzenpiloten, u. a. der 1976er Weltmeister Viktor Letsko, bei Abstürzen wegen Materialüberbeanspruchung ums Leben gekommen waren. Sechs der verbliebenen Flugzeuge wurden an den westdeutschen Kunstflieger Wolfgang Jägle verkauft und im November/Dezember 1987 via ČSSR in die Bundesrepublik überführt. Vier Flugzeuge wurden nach Großbritannien und in die USA weiterverkauft. Mit den durch den Verkauf erhaltenen Devisen erwarb die GST zwei Zlín Z-50.
Von den zwei in der DDR verbliebenen Maschinen wurde nach der Wende eine an das Deutsche Museum abgegeben, sie ist in der Flugwerft Schleißheim ausgestellt. Die andere wurde wieder zugelassen und ist noch im Einsatz.

## Technische Daten

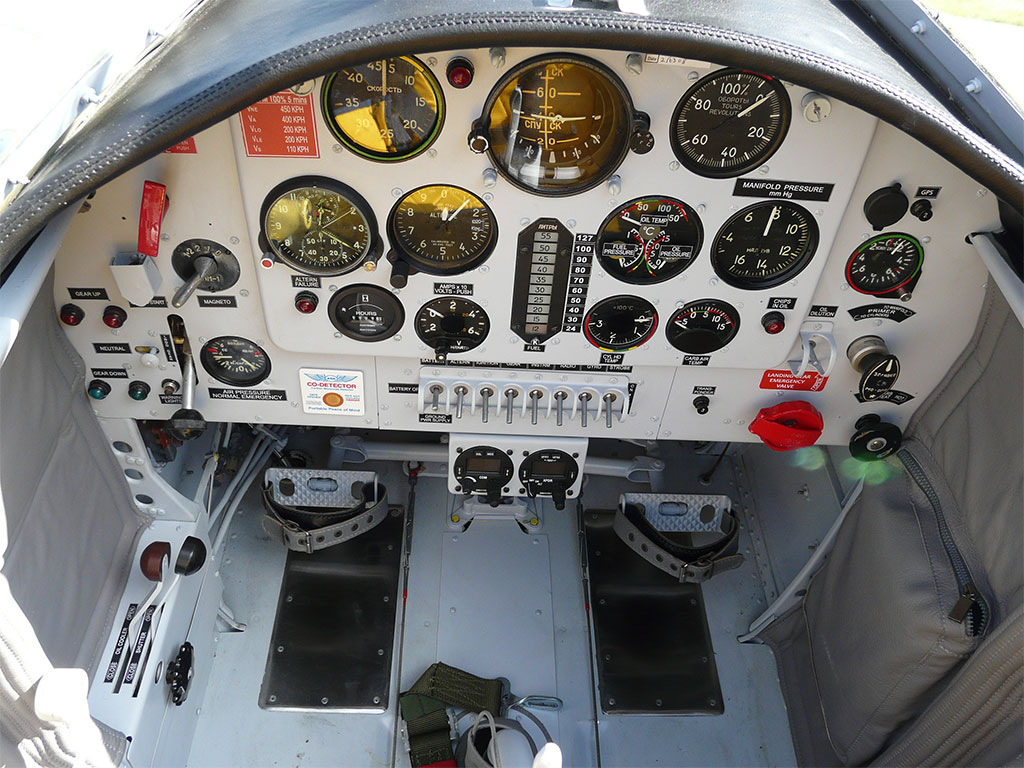
Cockpit

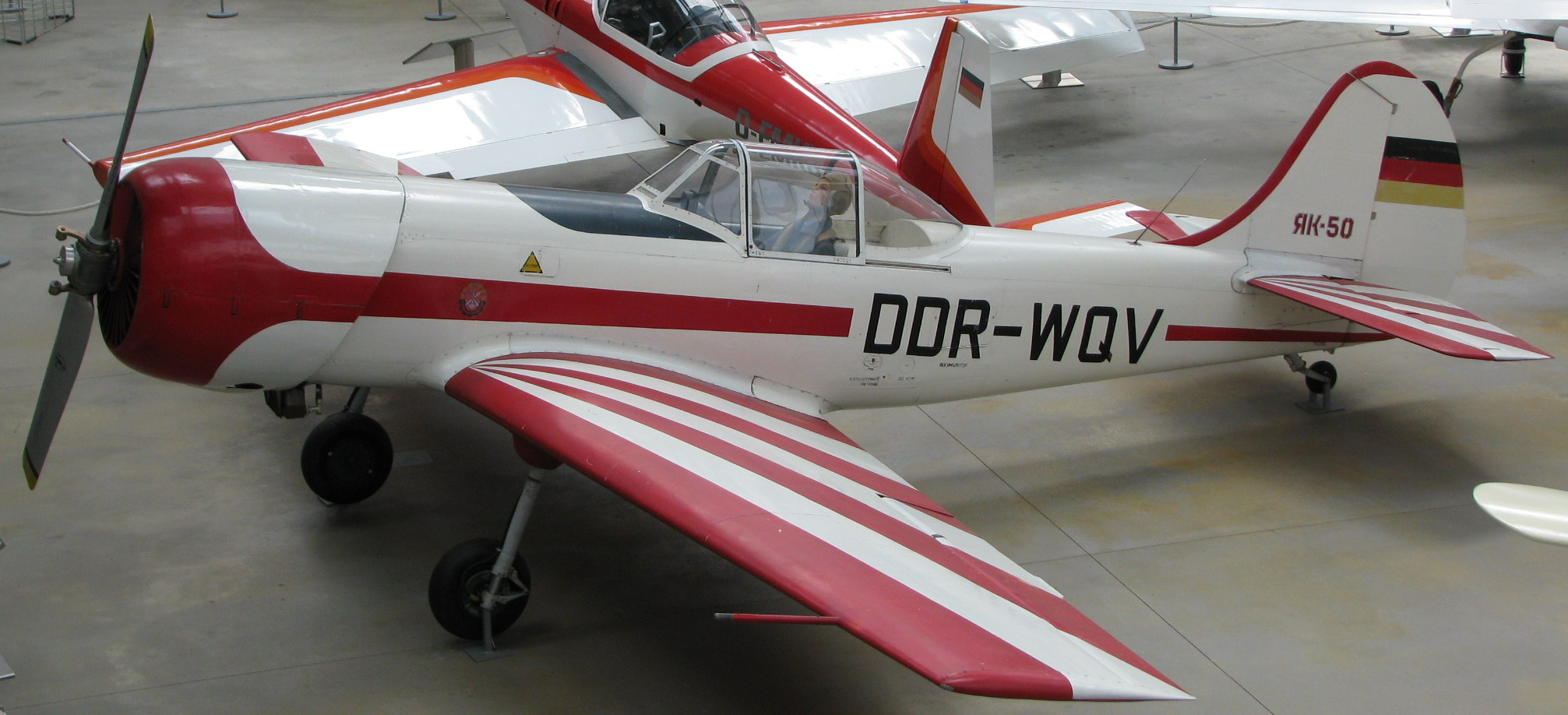
Jak-50 in der Flugwerft Schleißheim

| Kenngröße             | Daten               |
| --------------------- | ------------------- |
| Besatzung             | 1                   |
| Länge                 | 7,68 m              |
| Spannweite            | 9,50 m              |
| Höhe                  | 3,10 m              |
| Flügelfläche          | 15,0 m²             |
| Flügelstreckung       | 6,0                 |
| Flächenbelastung      | 60 kp/m²            |
| Leistungsbelastung    | 2,5 kp/PS           |
| Leermasse             | 765 kg              |
| Nutzlast              | 135 kg              |
| Startmasse            | 900 kg              |
| Triebwerk             | ein Wedenejew M-14P |
| Leistung              | 265 kW (360 PS)     |
| Höchstgeschwindigkeit | 420 km/h            |
| Reisegeschwindigkeit  | 240 km/h            |
| Landegeschwindigkeit  | 100 km/h            |
| Steigleistung         | 16 m/s              |
| Reichweite            | 550 km              |
| Gipfelhöhe            | 6000 m              |
| Startrollstrecke      | 200 m               |
| Landerollstrecke      | 250 m               |
| G-Limit               | +9/−6               |